# Tinginys

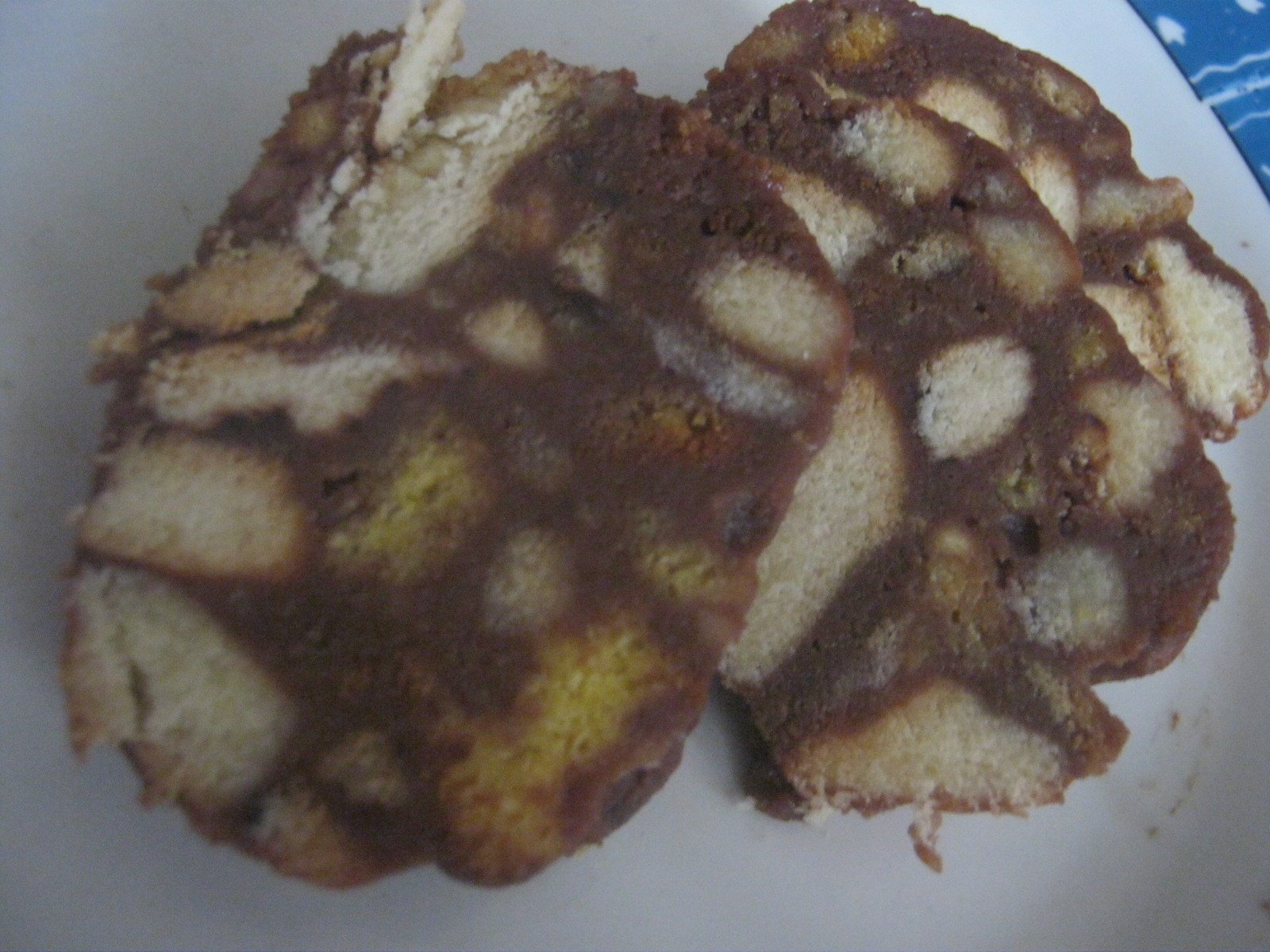
Tinginys

El tinginys (literalmente «pereza», en lituano) es un dulce típico de Lituania, que fue elaborado por primera vez en la ciudad de Kaunas. Los ingredientes tradicionales son mantequilla, chocolate, azúcar, leche condensada y galletas.

## Historia
En el año 1888 llegó una producción de chocolate y otros productos a Kaunas una ciudad que se encuentra en el centro-sur de Lituania. Esto hizo que los artesanos empezaran a reinventar nuevas recetas con chocolate, como el chocolate con galletas, chocolate con pasas o con avellanas, ya que en Lituania se pueden encontrar diferentes tipos de avellanas debido a su gran cantidad y variedad de bosques.
También empezaron a endulzar el coñac con el chocolate e incluso crearon nuevos licores con chocolate. No se tardó mucho en crear recetas un poco más elaboradas, como el dulce llamado Tinginys, que se traduce como Gandul. En el año 1967 una mujer creó accidentalmente la receta; intentaba cocinar chocolate pero le añadió demasiado azúcar, lo que hizo que se caramelizara y se hiciera un sirope; para evitar el estropicio, la mujer intentó suavizar el sabor con galletas, así que las troceó, las mezcló con el sirope y cuando se enfrió, apareció el primer Tinginys, pero por comodidad, con el paso del tiempo se hicieron modificaciones, como dejar enfriar la mezcla en el interior de una bolsa y enrollarla, que después se cortaría en trozos. Entre todos, decidieron que lo llamarían “Gandul” por su fácil y rápida preparación; desde entonces la gente hace “el Gandul” todavía más económico y fácil porque ahora ya no usan el chocolate sino cacao y no tiene porque hervir la leche porque es más fácil con leche condensada